# Plan de alunecare
În geometrie și cristalografie un plan de alunecare este o operație de simetrie care descrie modul în care o  reflexie într-un plan, urmată de o translație paralelă cu acel plan, poate lăsa un cristal neschimbat.

## Descriere
În descrierea următoare prin ecran se înțelege un plan perpendicular pe direcția de observație a obiectului, ca atunci când obiectul apare pe un ecran.
Planele de alunecare sunt notate cu a, b sau c, în funcție de axa de alunecare. Dacă axa nu este definită, atunci planul de alunecare poate fi notat cu g. Când planul de alunecare este paralel cu ecranul, aceste plane pot fi indicate printr-o săgeată îndoită în care vârful săgeții indică direcția de alunecare. Când planul de alunecare este perpendicular pe ecran, aceste plane pot fi reprezentate fie prin linii întrerupte când alunecarea este paralelă cu planul ecranului, fie prin linii punctate când alunecarea este perpendiculară pe planul ecranului. În plus, o rețea centrată poate determina existența unui plan de alunecare în două direcții în același timp. Acest tip de plan de alunecare poate fi indicat printr-o săgeată îndoită cu un vârf de săgeată pe ambele părți atunci când planul de alunecare este paralel cu planul ecranului sau o linie întreruptă și cu două puncte când planul de alunecare este perpendicular pe planul ecranului. Există, de asemenea, alunecarea n, care este o alunecare de-a lungul jumătății unei diagonale a unei fețe, și alunecarea d, care este de-a lungul unei pătrimi din diagonală a feței sau spațiale a celulei unitate. Acesta din urmă este adesea numit plan de alunecare al diamantului, deoarece apare în structura diamantului. Planul de alunecare n poate fi indicat printr-o săgeată diagonală când este paralel cu planul ecranului sau o linie punctată întreruptă când planul de alunecare este perpendicular pe planul ecranului. Un plan de alunecare d poate fi indicat printr-o jumătate de săgeată diagonală dacă planul de alunecare este paralel cu planul ecranului sau o linie punctată cu săgeți dacă planul de alunecare este perpendicular pe planul ecranului. Dacă un plan de alunecare d este prezent într-un sistem de cristal, atunci acel cristal trebuie să aibă o rețea centrată.

## Formal
În geometrie, o operație plan de alunecare este un tip de izometrie a spațiului euclidian: combinarea unei reflexii în plan și a unei translații în acel plan. Inversarea ordinii combinării dă același rezultat. În funcție de context, se poate considera un caz particular de reflexie, în care vectorul de translație este nul.
Combinația dintre o reflexie într-un plan și o translație într-o direcție perpendiculară este o reflexie într-un plan paralel. Totuși, o operație de plan de alunecare cu un vector de translație diferit de zero în plan nu poate fi redusă așa.
Grupul de izometrie generat doar de o operație de plan de alunecare este un grup ciclic⁠(d) infinit. Combinarea a două operații de tip plan de alunecare identice dă o translație pură cu un vector de translație care este de două ori mai mare decât operația cu planul de alunecare, astfel încât puterile pare ale operației cu planul de alunecare formează un grup de translație.
În cazul simetriei de plan de alunecare, grupul de simetrie al unui obiect conține o operație de plan de alunecare și, prin urmare, grupul generat de acesta. Pentru orice grup de simetrie care conține simetria de plan de alunecare, vectorul de translație al oricărei operațiuni cu planul de alunecare este jumătatea unui element al grupului de translație. Dacă vectorul de translație al unei operații de plan de alunecare este el însuși un element al grupului de translație, atunci simetria corespunzătoare a planului de alunecare se reduce la o combinație de simetrie de reflexie și simetrie de translație.